# Sanan Siuguírov
Sanan Siuguírov (Elistà, 31 de gener de 1993), és un jugador d'escacs rus, que té el títol de Gran Mestre des de 2009.
A la llista d'Elo de la FIDE del desembre de 2021, hi tenia un Elo de 2680 punts, cosa que en feia el jugador número 16 (en actiu) de Rússia, i el número 56 del rànquing mundial. El seu màxim Elo va ser de 2677 punts, a la llista d'abril de 2015 (posició 65 al rànquing mundial).

## Resultats destacats en competició
Siuguírov fou tercer al campionat del món Sub-10 a Heraklio, el 2002 (el campió fou Eltaj Safarli) Va guanyar el Campionat del món Sub-10 l'any següent, el 2003 també a Iràklion, el Campionat d'Europa Sub-12 els anys 2004 i 2005, el Campionat d'Europa Sub-14 el 2007, i el Campió del món Sub-14 el 2007. El 2005 fou segon al Campionat del món Sub-12 a Belfort.
El 2008 va guanyar el torneig de GM First Saturday a Budapest. Va participar en la Chess World Cup 2009 però fou eliminat per Laurent Fressinet a la primera ronda.
El 2010 empatà al primer lloc amb Dmitri Andreikin al Campionat del món juvenil, però fou segon per desempat.
El 2011 va empatar als llocs 4t–12è amb Vadim Zviàguintsev, Serguei Vólkov, Ernesto Inarkiev, Vladímir Fedosséiev, Ievgueni Tomaixevski, Boris Grachev, Maksim Matlakov i Serguei Rublevski al grup principal del campionat de Rússia a Taganrog.
El 2012 va guanyar el torneig Magistral Ciutat de Barcelona amb 7 punts de 9.
El 2013 fou campió de l'Obert Cappelle-la-Grande amb 7 punts de 9 juntament amb Parimarjan Negi, Maksim Rodshtein, Serhí Fedortxuk, Eric Hansen, Jianu Vlad-Cristian, Aleksei Fiódorov i Yuri Vovk.
L'octubre de 2015 va guanyar el primer Campionat d'Europa Universitari jugat a Erevan (Armènia) amb 7½ punts de 9, mig punt per davant d'Hovhannes Gabuzyan. El desembre de 2015 és 3r-7è (cinquè en el desempat) del Qatar Masters amb 6½ punts de 9 (el campió fou Magnus Carlsen).
El març de 2018 fou tercer al 19è Campionat d'Europa individual celebrat a Batumi (el campió fou Ivan Šarić).